# 野中徹也

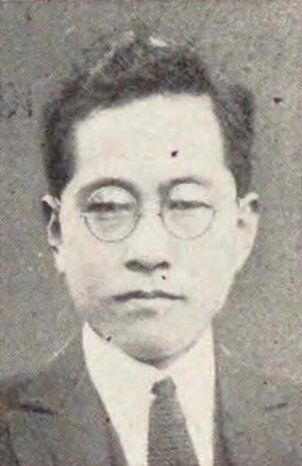
野中徹也

野中 徹也（のなか てつや、1893年（明治26年）1月29日 - 1943年（昭和18年）2月27日）は、日本の衆議院議員（立憲民政党→国民同盟）。

## 経歴
埼玉県北埼玉郡大越村（現在の加須市）出身。東京帝国大学法科大学を卒業し、ドイツ・フランス・イギリス・アメリカ合衆国に留学し、政治学と経済学を学んだ。帰国後、高千穂高等商業学校（現在の高千穂大学）講師、時事新報記者などの職に就いた。
1928年、第16回衆議院議員総選挙に出馬し、当選。以後、当選回数は5回を数えた。その間、濱口内閣・第2次若槻内閣で安達謙蔵内務大臣の秘書官を務め、平沼内閣では文部参与官を務めた。